# Фолина
Фолина је насеље у Италији у округу Тревизо, региону Венето.
Према процени из 2011. у насељу је живело 1975 становника. Насеље се налази на надморској висини од 195 м.

## Становништво
Према резултатима пописа становништва 2011. у општини је живело 3.939 становника.
| 1951. | 1961. | 1971. | 1981. | 1991. | 2001. | 2011. |
| ----- | ----- | ----- | ----- | ----- | ----- | ----- |
| 3.281 | 3.089 | 3.259 | 3.413 | 3.431 | 3.646 | 3.939 |

## Партнерски градови
- Випфелд